# Benedetto Cacciatori
Benedetto Cacciatori, né le 29 décembre 1794 à Carrare et mort le 25 septembre 1871 dans la même ville) est un sculpteur italien du XIXe siècle.

## Biographie
Benedetto Cacciatori est né dans une famille de sculpteurs et fut l'élève du sculpteur néoclassique Lorenzo Bartolini à l'Académie des Beaux-Arts de Carrare, et plus tard de Camillo Pacetti à l'Académie de Brera.

## Œuvres
Il est notamment connu pour :

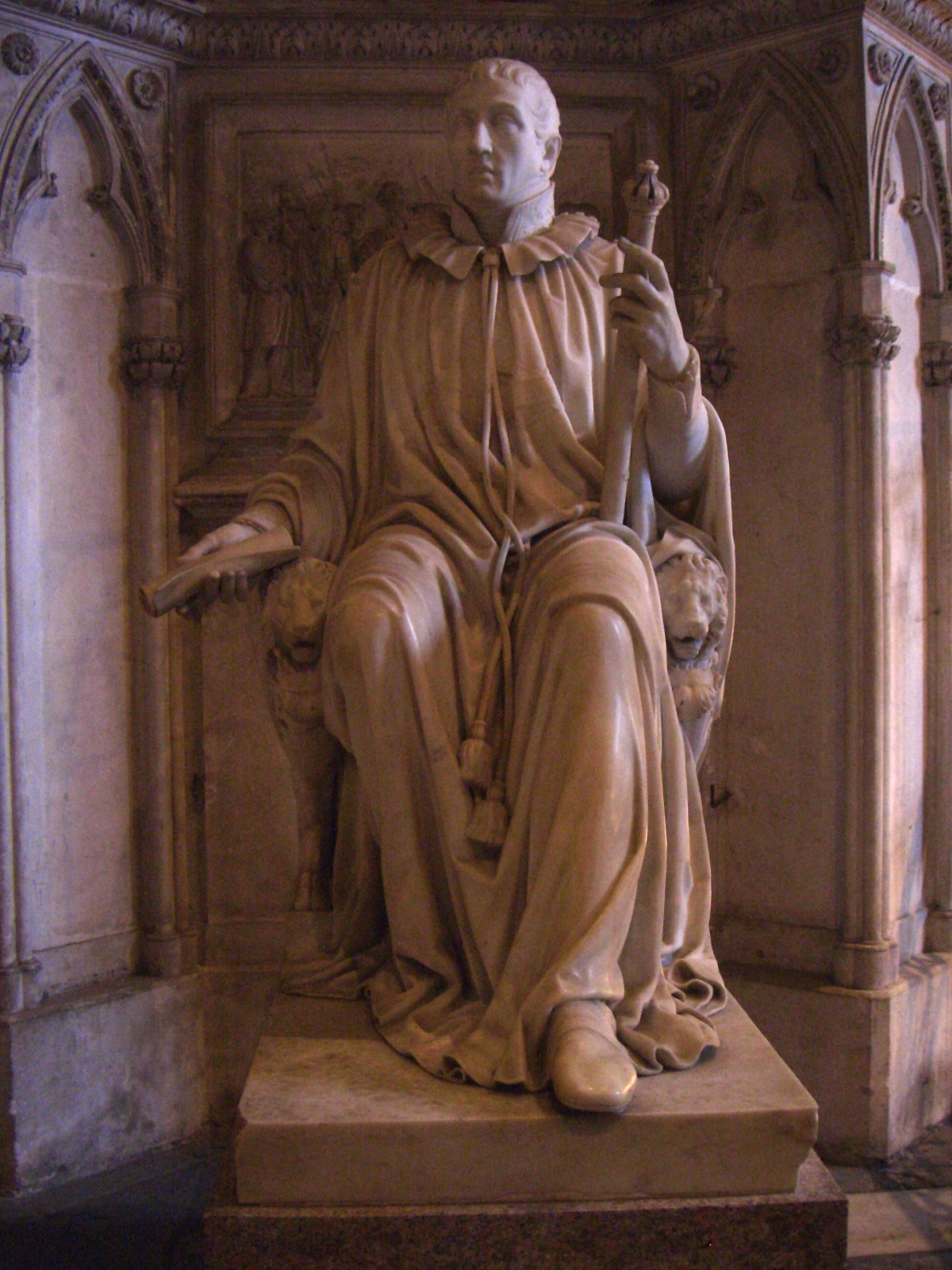
Statue de Charles-Félix dans l'abbaye d'Hautecombe.

- sa participation à la décoration de la cathédrale de Milan (avec Luigi Marchesi ;   Giovanni Piazza, Gerolamo Rusca, Abbondio Sangiorgio, et Francesco Somaini) ;
- ses réalisations (statue de Charles-Félix de Savoie, pietà) dans la restauration de l'abbaye d'Hautecombe ;
- son travail sur l'Arco della Pace à Milan.
- les décoration du pont des sirènettes

## Sources
- (it) Cet article est partiellement ou en totalité issu de l’article de Wikipédia en italien intitulé « Benedetto Cacciatori » (voir la liste des auteurs).